# Ilse Blumenthal-Weiss
Ilse Blumenthal-Weiss (geboren als Ilse Weiß 14. Oktober 1899 in Schöneberg; gestorben 10. August 1987 in Greenwich (Connecticut)) war eine deutschsprachige Lyrikerin.

## Leben
Ilse Weiß war eine Tochter des Textilkaufmanns Gottlieb Weiß und der Lehrerin Hedwig Bock. Bis zum „Einjährigen“ besuchte sie das Berliner Uhland-Lyzeum. Nach dem Schulabschluss absolvierte sie eine Ausbildung zur staatlich geprüften Turnlehrerin und ließ sich dann an der Berliner Charité zur Orthopädin weiterbilden. In Berlin-Schöneberg eröffnete sie ein orthopädisches Institut. 1920 heiratete sie den Zahnarzt Herbert Blumenthal.
Sie veröffentlichte Gedichte im Berliner Tageblatt und in der Vossischen Zeitung und schrieb für den Hörfunk. Im Jahr 1921 stand sie im Briefwechsel mit Rainer Maria Rilke.
1937 floh sie mit der Familie in die Niederlande, wurde ab April 1943 zunächst im Durchgangslager Westerbork gefangengehalten und dann am 6. Dezember 1944 von hier aus nach Theresienstadt deportiert, wo sie die Befreiung erlebte.
Ihr Sohn, der Student Peter David Blumenthal (* 4. April 1921 in Berlin) wurde am 23. Oktober 1941 in Mauthausen, ihr Mann, der Zahnarzt Dr. med. Herbert Blumenthal (* 25. Februar 1886 in Berlin) am 21. Oktober 1944 in Auschwitz ermordet. Ihre 1927 geborene Tochter Miriam veröffentlichte 2016 einige Erinnerungen.
Nach dem Krieg lebte Ilse Blumenthal-Weiss zunächst wieder mit ihrer Tochter in den Niederlanden. 1947 übersiedelten beide nach New York. Dort arbeitete Blumenthal-Weiss 19 Jahre lang als Bibliothekarin am Leo-Baeck-Institut. Sie veröffentlichte in zahlreichen amerikanischen Zeitungen, so z. B. im Aufbau, hielt Vorträge und gab Vorlesungen an Universitäten. Sie versuchte, dem unfassbaren Erlebten sprachlichen Ausdruck zu verleihen und schrieb Gedichte. Zu Paul Celan, Hermann Hesse und Nelly Sachs unterhielt sie freundschaftliche Beziehungen.

## Werke
- Gesicht und Maske, 1929
- Das Schlüsselwunder, 1954
- Mahnmal. Gedichte aus dem KZ, Hamburg 1956
- Ohnesarg. Gedichte und ein dokumentarischer Bericht, Hannover 1984
- „Tante Kees“, in: Kurt R. Grossmann (Hrsg.): Die unbesungenen Helden : Menschen in Deutschlands dunklen Tagen. Berlin: Arani, 1957, S. 21–217.
- Briefwechsel mit Rainer Maria Rilke: Und dennoch! Briefwechsel und Texte zum Judentum. Hrsg. von Torsten Hoffmann und Anna-Dorothea Ludewig, Wallstein, Göttingen 2024, ISBN 978-3-8353-5573-6.